# Bantry

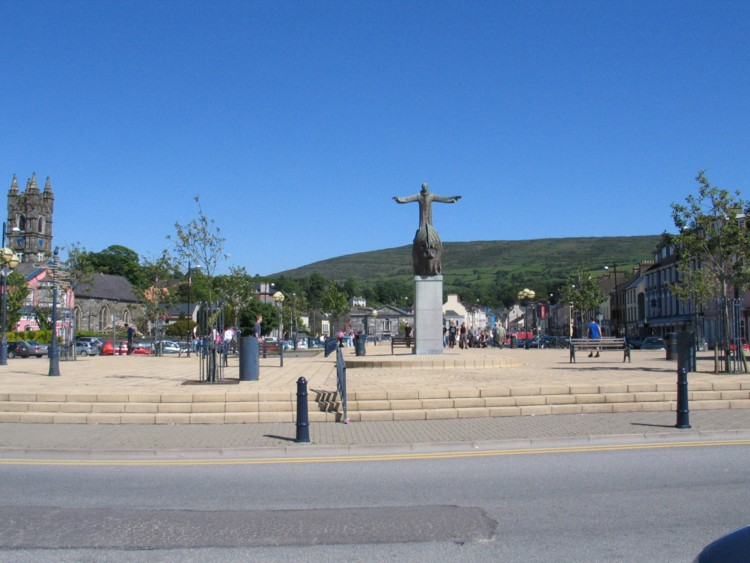
Wolf Tone Square i Bantry.

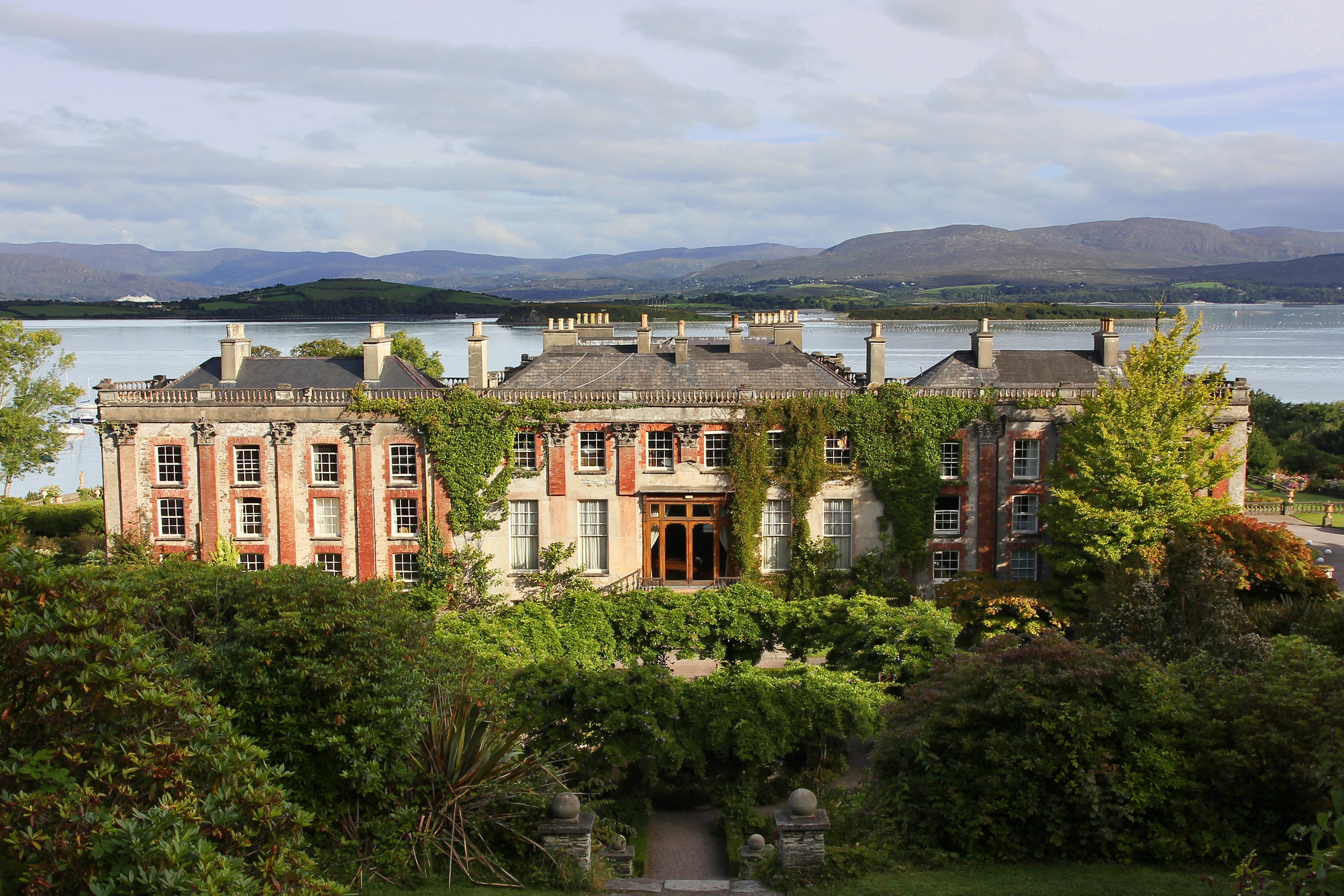
Bantry House.

Bantry (iriska: Beanntraí) är en kustort i grevskapet Cork på Irland. Den är belägen längs med vägen N71 vid Bantry Bay. Bearahalvön ligger nordväst om Bantry och halvön Muntervary ligger även den nära orten. Bantry är ett viktigt ekonomiskt centrum för regionen. Förutom turism är fiske en av huvudindustrierna. Strax utanför Bantry ligger herrgården Bantry House.
Tätorten (settlement) Bantry hade 2 722 invånare vid folkräkningen 2016.